# Ва (японская культура)
Ва (和) — понятие в японской культуре, связанное с гармонией внутри какой-либо социальной группы. Иероглиф 倭, использовавшийся для обозначения древнейшего названия японцев в китайских памятниках письменности и имевший уничижительное значение ‘карлик’, в японском языке часто заменяется кандзи 和.
Ва считается неотъемлемой частью японской общественной жизни. Смысл ва состоит в установлении гармоничных отношений человека и социальной группы, к которой он относится. На практике стремление к всеобщей гармонии зачастую вступает в противоречие со здравым смыслом и личностными интересами.
Нарушающие ценности ва люди могут подвергаться неодобрению со стороны родственников, начальства и коллег. Работодатели стараются акцентировать внимание на ва, активно поощряя коллективный, а не индивидуальный труд.